# Sapium glandulosum
Sapium glandulosum là một loài thực vật có hoa trong họ Đại kích. Loài này được (L.) Morong miêu tả khoa học đầu tiên năm 1893.

## Hình ảnh

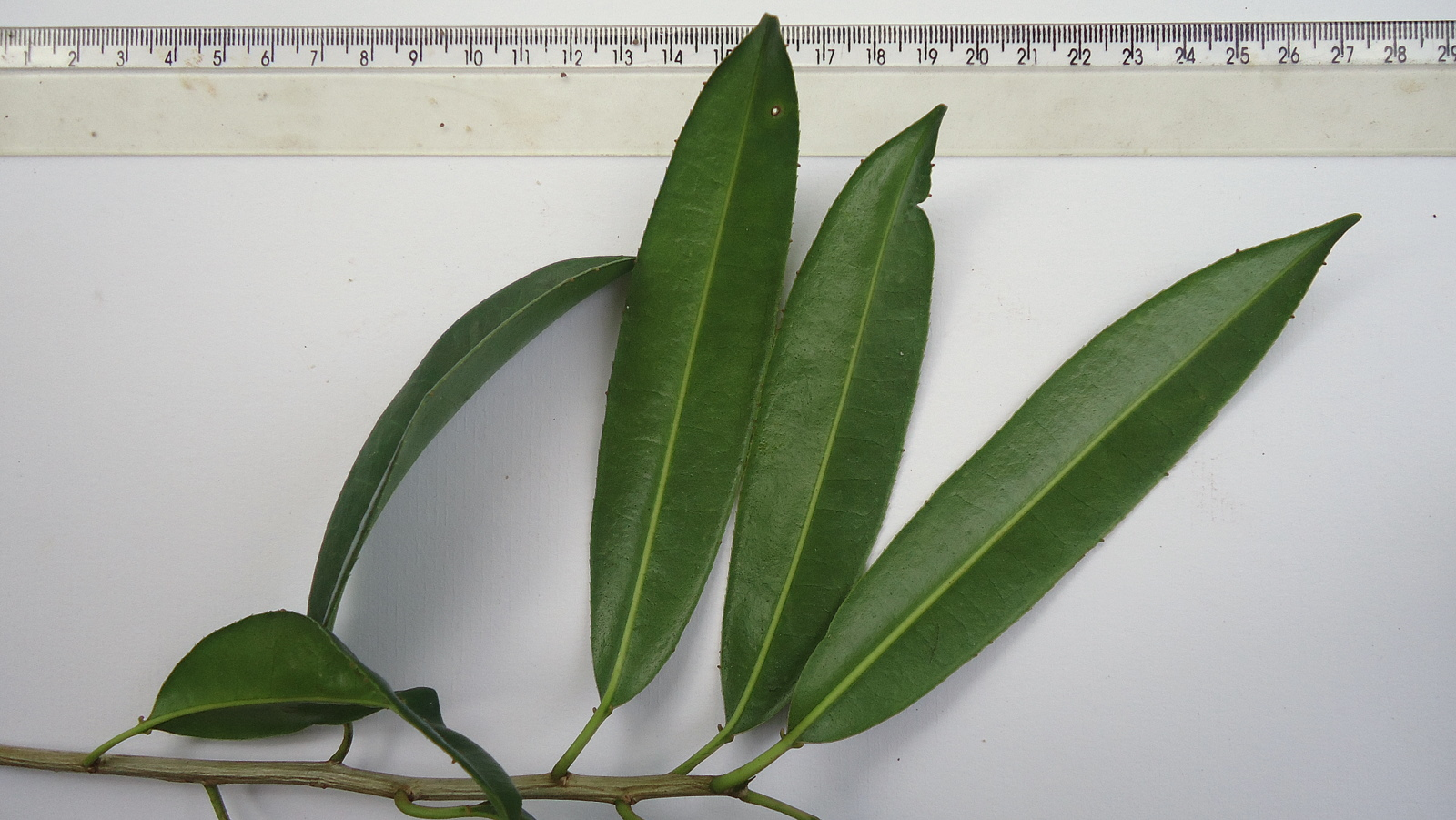
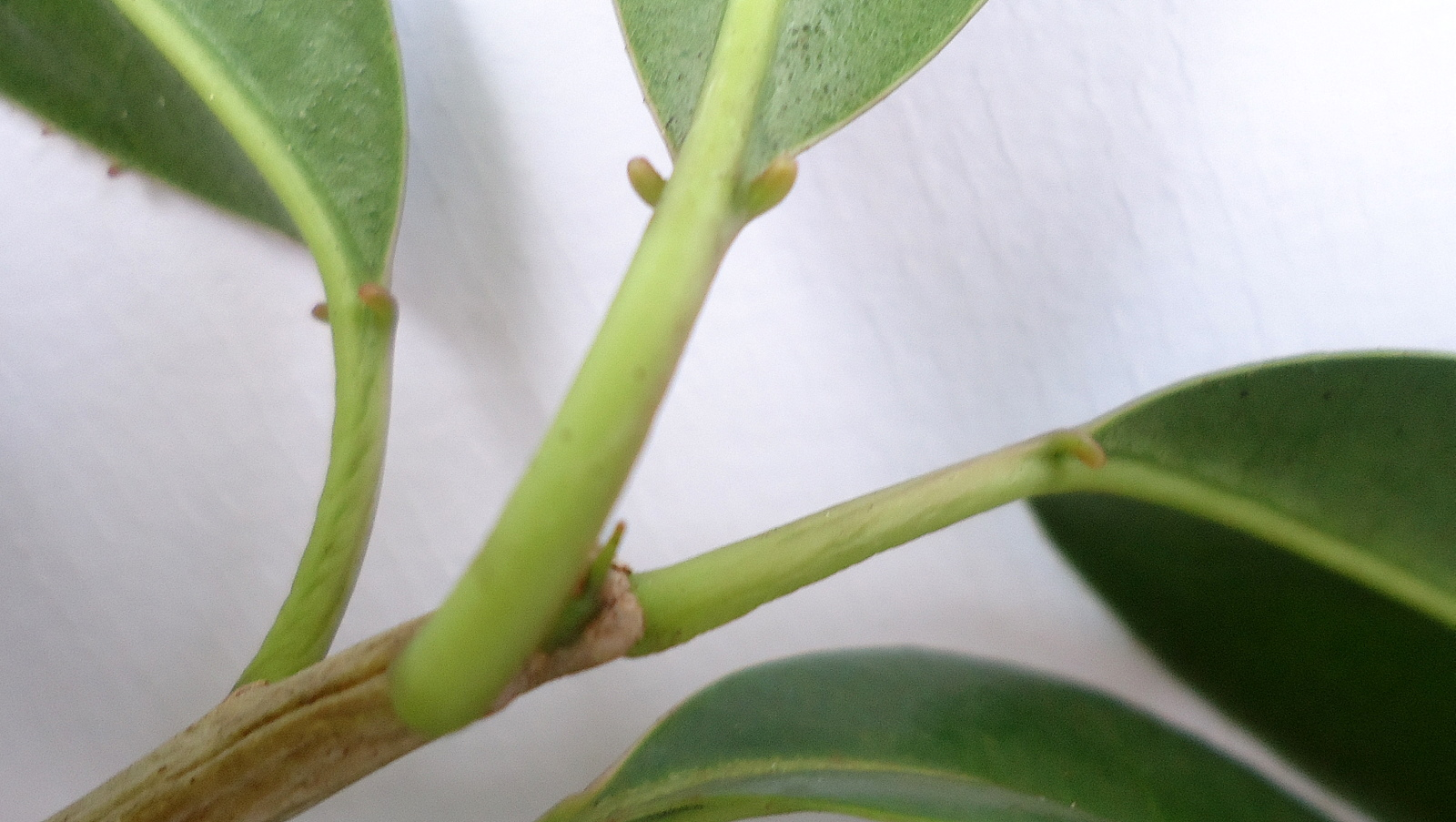
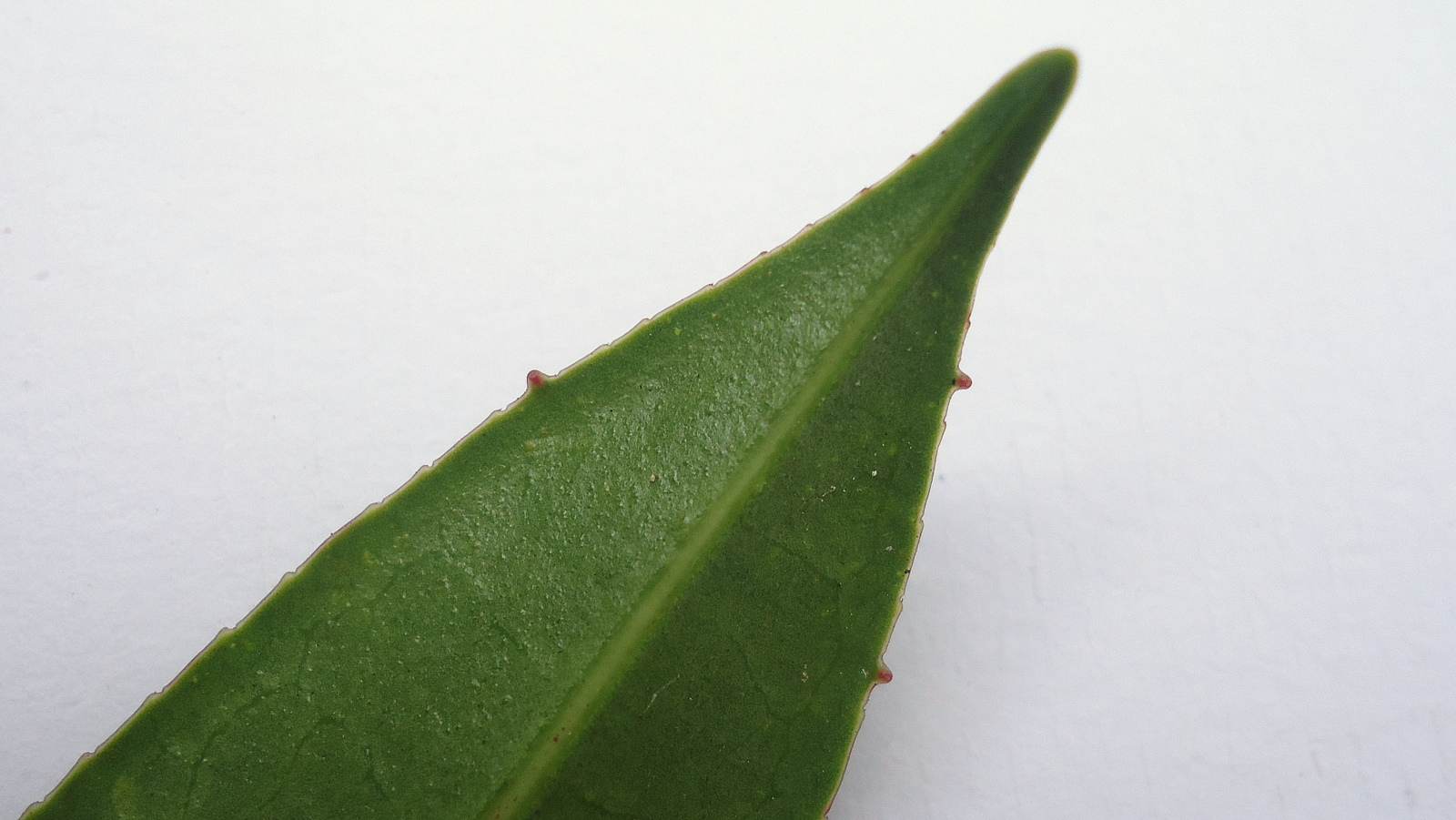
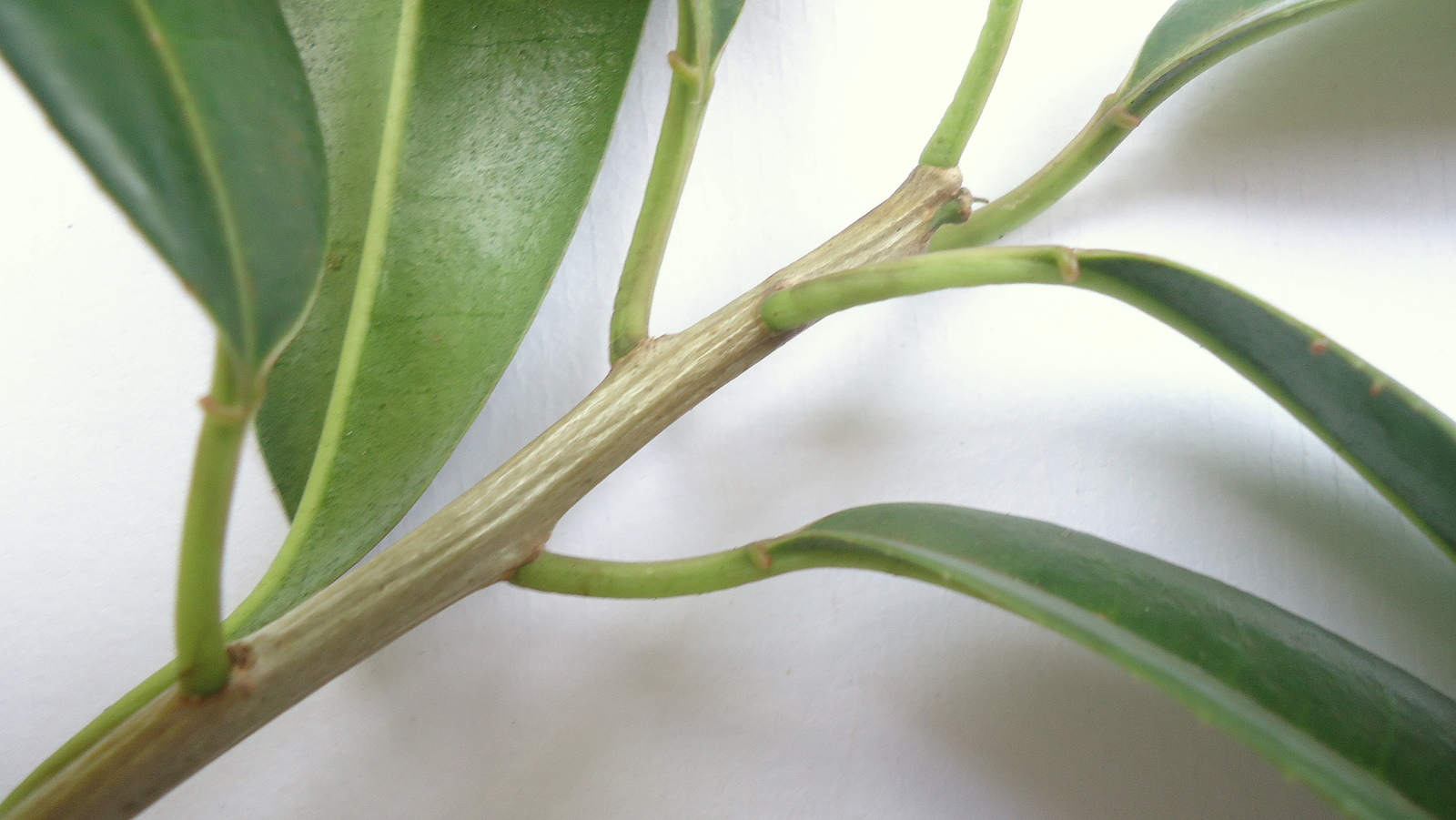